# سیارک ۲۶۷۴۰
سیارک ۲۶۷۴۰ (به انگلیسی: 26740 Camacho، نامگذاری:2001HN34)۲۶۷۴۰مین سیارک کشف شده‌است که در ۲۷ آوریل ۲۰۰۱ کشف شد.